# التنزيه
التنزيه هو مفهوم ديني إسلامي يعني إجلال الله وتقديسه وتعظيمه عن كل ما لا يليق به شرعًا، مع إثبات الكمال المطلق له عزوجل.في العقيدة الإسلامية، يُنسب إلى الله مصطلحان متعاكسان: التنزيه والتشبيه. إن المعنى الكامل للتنزيه هو "إعلان عدم المقارنة"، أي تأكيد تعالي الله عن البشرية.
هذا المفهوم يتناقض بشكل كامل مع تشبيه الله. المعنى الحرفي للتنزيه هو "إعلان شيء نقي وخالٍ من شيء آخر". يؤكد هذا التعريف أن الله لا يمكن تشبيهه بأي شيء: "ليس كمثله شيء" (سورة 42:11) وقوله تعالى: (قل هو الله أحد الله الصمد لم يلد ولم يولد ولم يكن له كفواً احد)(2) وقولة تعالى "هل تعلم له سمياً" وهذا التعريف يعزز الاعتقاد الإسلامي الأساسي الكامن في التوحيد.